# Gertrude Jekyll
Gertrude Jekyll (Londra, 29 novembre 1843 – Munstead Heath, 8 dicembre 1932) è stata un'artista e scrittrice britannica, considerata tra le figure più influenti nella progettazione e nel design di giardini del XX secolo.

## Biografia
Gertude Jekyll nacque a Londra nel 1843, la quinta di sette figli. I genitori erano degli appassionati di arte e scienza: la madre studiava musica mentre il padre, soldato e ingegnere, si interessava di elettricità e di esplosivi. Passò i primi anni della sua vita a Bramley in Surrey dove frequentò la South Kensington School of Art studiando arte e pittura. Qui studiò con interesse le opere di Turner, esposte nella National Gallery, e rimase colpita dall'utilizzo del colore che egli impiegava per evidenziare il dramma nei suoi dipinti. Sempre in questi anni incontrò l'artista William Morris che la influenzò con il concetto dell'unità delle arti, e il pittore e critico d'arte britannico John Ruskin che espresse dei commenti positivi sulle sue prime bozze di pittura. Morris e Ruskin fondarono un movimento artistico sviluppatosi nel tardo Ottocento che valorizzava l'artigianato, e denunciava la devastazione industriale delle aree rurali, l'Arts and Crafts, al quale Gertrude partecipò mettendo a frutto le sue abilità nel campo della pittura, del ricamo, della tappezzeria, della lavorazione del legno.
Nel 1883 acquistò una proprietà, Munstead Wood, che divenne il simbolo della sua vocazione per l'arte e soprattutto per il giardinaggio, attività che restò una costante per tutta la sua vita. Gli studi e i viaggi all’estero intrapresi durante la giovinezza in compagnia di un gruppo di amici intellettuali tra Italia, Svizzera, Grecia e Nord Africa, aumentarono la sua consapevolezza nell’ambito dei valori e delle tecniche artigianali tradizionali, che furono alla base della sua carriera lavorativa.
Gran parte dei progetti di giardini e piani di piantagione di Gertrude Jekyll erano commissionati direttamente dai clienti, ma altri provenivano da collaborazioni con illustri architetti, tra i quali Edwin Lutyens, suo caro amico e figura importante nella sua vita. Lutyens si recava spesso a Munstead Wood per aiutarla, e dalla loro collaborazione scaturirono progetti dinamici e interattivi. Un esempio del loro lavoro comune fu Hestercombe a Somerset (1904).
Anche alcuni dei suoi fratelli si occupavano di giardinaggio: la sorella Caroline, nel 1884, creò un giardino alla Giudecca a Venezia, usando una ricca varietà di piante mediterranee; il fratello Walter usò piante tropicali e subtropicali nel suo giardino nelle Blue Mountains in Giamaica, seguendo i principi di progettazione di Gertrude, mentre Herbert mantenne e arricchì il giardino che aveva allestito e piantato a Munstead House, nel Surrey, dopo la morte della madre nel 1895.
Nella sua vita Gertrude ricevette alcuni premi: nel 1897 vinse la Victoria Medal of Honour, nel 1929 la Royal Horticultural Society le assegnò la Veitch Memorial Medal e nello stesso anno ricevette dalla Massachusetts Horticultural Society la medaglia d'onore George Robert White.
Gertrude Jekyll morì a Munstead Wood l'8 dicembre 1932, senza essersi mai sposata e senza aver avuto figli, e fu sepolta nel cimitero di San Giovanni Battista, a Busbridge, Surrey, il 12 dicembre. Cinquant’anni dopo la sua morte viene considerata una figura di grande rilievo per aver reso il giardinaggio un'arte pari alla pittura, alla poesia, alla musica e alla scultura.
È anche ricordata per aver rappresentato un esempio di indipendenza femminile, insolita nell'età vittoriana, dove le donne non erano autosufficienti e dipendevano dai mariti per il loro sostentamento.

## Stile e Tecnica

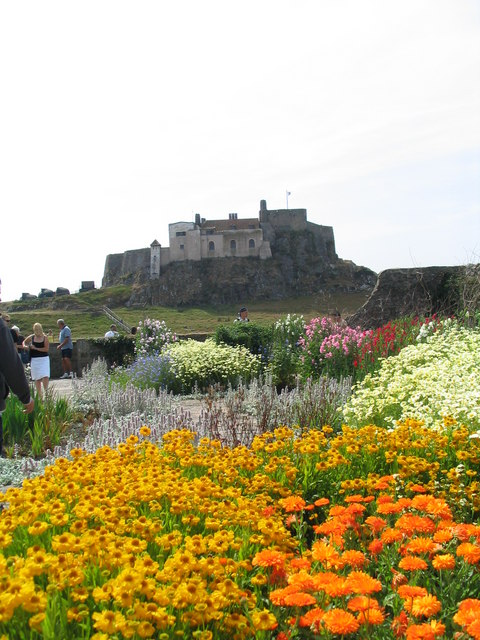
Lindisfarne Castle. Questo giardino è stato progettato da Gertrude Jekyll per un amico di Lutyens. La sua posizione lo rende uno dei giardini più importanti del nord dell'Inghilterra.

Secondo Gertrude Jekyll il giardinaggio era un processo che implicava dedizione e precisione, refrattario alle mode. Nei suoi lavori risultavano essenziali due elementi come l'armonia e il contrasto: l'elemento oppositivo permetteva di armonizzare il tutto perché catturava l'attenzione dell'osservatore, mantenendo nel contempo un equilibrio che non provocava stonature. Grande attenzione veniva destinata al dettaglio così da rendere le sue produzioni il risultato di una continua ricerca di perfezione e di qualità. Gertrude cercava inoltre di combinare la teoria con la pratica, acquisite negli studi precedenti e negli esperimenti realizzati nel giardino di sua proprietà a Munstead, e paragonava la figura del giardiniere a quella del pittore. Nel suo lavoro coniugava la sua competenza nell'ambito del colore, dell'organizzazione spaziale e del design.
Lo stile utilizzato si basava su accostamenti e associazioni delle diverse specie di piante, tramite un raffinato studio della percezione dei colori. L'obbiettivo della complementarità era raggiunto con gradazioni che partivano dal blu e dal grigio pallido, progredendo verso il rosa e il giallo tenue, per passare poi ad un rosso fuoco. Grande importanza era anche attribuita all'osservazione diretta, sebbene Jekyll avesse problemi di vista, soffrendo di una grave forma di miopia progressiva.
A questo aggiungeva l'utilizzo di tecniche per favorire e migliorare la decorazione dei giardini e l'accostamento delle piante. Una di queste consisteva nel spostare in avanti le piante più alte, in modo da coprire quelle a fioritura precoce che avevano già terminato la loro esposizione. Altre volte questa tecnica veniva utilizzata per variare lo schema di un gruppo di piante o per correggere errori, ad esempio quando un venditore di sementi forniva una varietà alta piuttosto che una di dimensione minore. Altra strategia utilizzata era quella di conservare alcune specie in un terreno di riserva o all'interno di vasi, in modo che eventuali lacune temporanee potessero essere riempite al momento del bisogno con piante di colore e altezza appropriati.

## Giardini

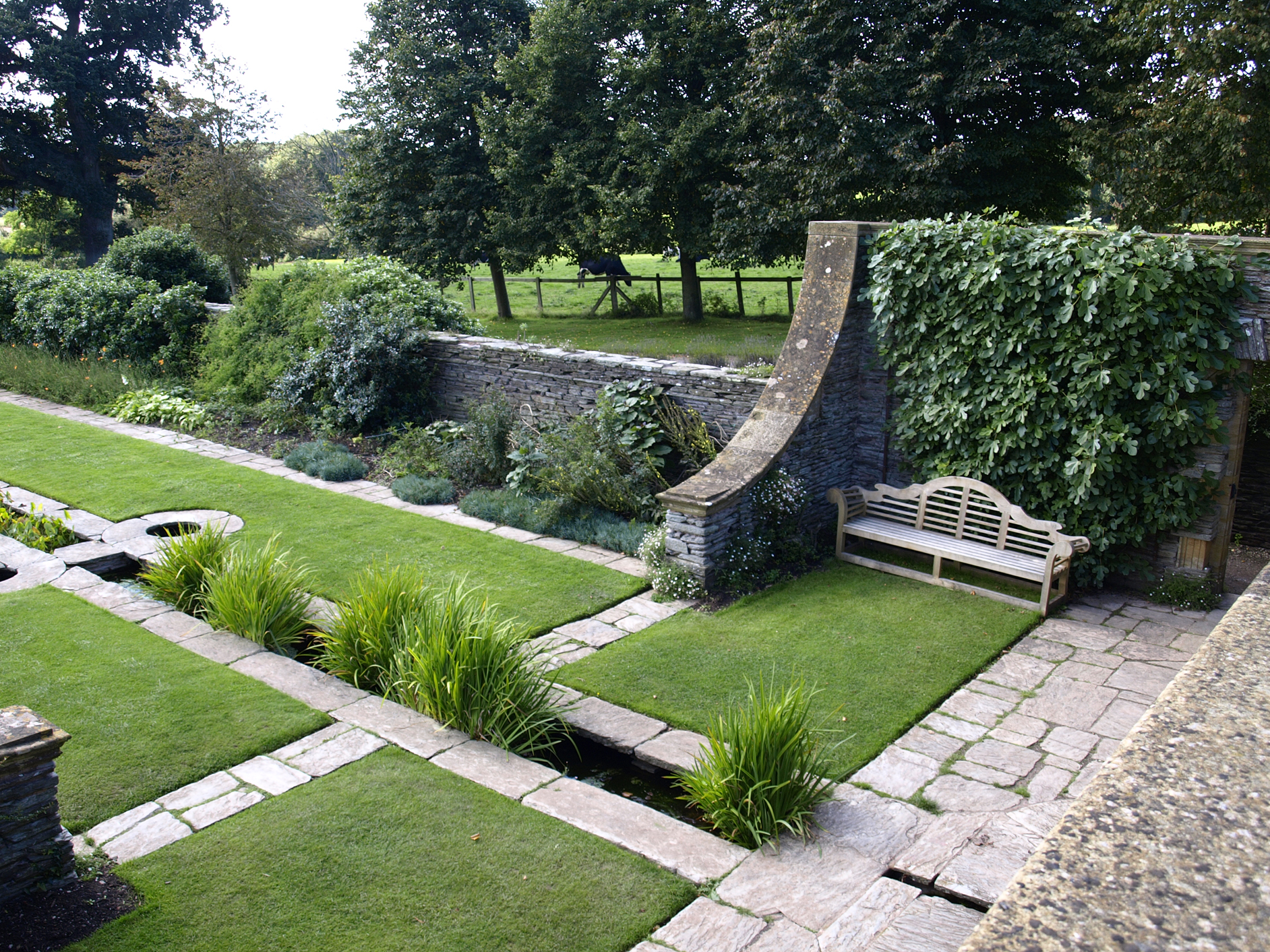
Hestercombe Gardens, Taunton, Somerset, UK. Progettato da Edward Lutyens e creato tra il 1904 e il 1908.

Nella sua vita Gertrude Jekyll progettò e collaborò alla creazione di oltre 350 giardini. Tra questi, i tre che vennero destinati a clienti statunitensi, se comparati, mostrano i diversi schemi di progettazione utilizzati a livello architettonico, sfruttando uno spazio selvatico e uno di piccole dimensioni:
- Nel 1914 l’Helmhurst in Ohio, un giardino formato da un progetto architettonico con terrazzi, piscine e sentieri
- Nel 1925 il Greenwich nel Connecticut, un giardino selvatico con qualche albero da frutta e degli arbusti
- Nel 1926 l’Old Glebe House a Woodbury in Connecticut, un giardino di piccole dimensioni consono alle villette.[12]

Alcuni dei suoi giardini non sono più stati curati e si sono danneggiati dopo la sua morte, ma altri sono stati restaurati; tra questi il Hestercombe (1904), il Lindisfarne Castle, l'Holy Island, il Northumberland (1911), l'Old Manor House, Upton Gray, nei pressi di Winchfield, nell'Hampshire (1908) e il giardino della sua abitazione di Munstead Wood (1882), nel Surrey, che è diventato il più famoso ed è stato usato come base per tutti i suoi lavori manuali di giardinaggio e al quale è stata dedicata una rosa omonima da David Austin nel 2007.

## Piante
Gertrude Jekyll fu influenzata dalle piante, dalla vegetazione, dai paesaggi e dall'architettura del Mediterraneo, che aveva visto per la prima volta tra il 1863 e il 1864 quando accompagnò degli amici, Charles e Mary Newton in Turchia, a Rodi e in Grecia; durante i suoi viaggi amava raccogliere le diverse specie di piante che incontrava. Nel 1883 si recò a Capri e, usando un modo particolare di raccolta, ne prelevò alcune e le portò con sé in Inghilterra dove ne testò la robustezza e utilità come piante da giardino. Tra queste c'erano la Lithospermum rosmarinifolium, la Crocus imperati, la Smilax aspera, una forma procombente di Rosmarinus officinalis, Rosa sempervirens e Campanula fragilis. Dalla Svizzera raccolse la Primula villosa, e dai Pirenei la Fritillaria pyrenaica.

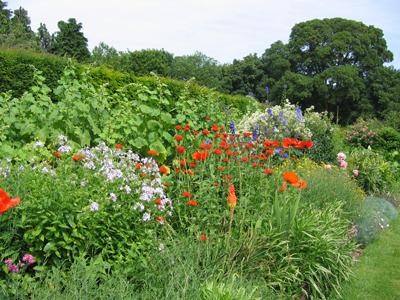
Confine del giardino Manor House, Upton Grey, Hampshire, UK

Le piante di origine mediterranea divennero una caratteristica dei suoi giardini. Coltivò molti iris che provenivano dal Mediterraneo, tra cui l'Iris unguicularis blu e bianca, alcuni arbusti aromatici come il rosmarino e la lavanda e, se il clima inglese lo avesse consentito, avrebbe fatto crescere vegetazioni di agave, aloe, opuntia e bouganville che aveva visto in Algeria. A partire dal 1863 Gertrude Jekyll collezionò piante selvatiche che provenivano dalla Gran Bretagna e da tutta Europa; selezionò e riuscì a far riprodurre più di trenta piante erbacee annuali, biennali e perenni e degli arbusti nani.
Gertrude cercò di proteggere e salvaguardare la maggior parte delle specie coltivate, inviandole a serre o a giardini botanici come quello di Kew, ma molte non resistettero; oggi solo otto delle piante da lei coltivate sono ancora disponibili: l'Aquilegia vulgaris Munstead white, la Lavandula angustifolia 'Munstead', la Nigella damascena "Miss Jekyll", la Primula 'Munstead bunch', la Pulmonaria angustifolia "Munstead blue", la Sedum telephium "Munstead red" , la Vinca minor "Gertrude Jekyll' e la Viola hispida "Jackanapes".

## Libri
Gertrude Jekyll scrisse quattordici libri, tre dei quali furono pubblicati da Longmans e i rimanenti da Country Life; tra i più importanti :
- Wood and Garden (Longmans, Green and Co.,1899).[16]
- Home and Garden (Longmans, Green and Co.,1900).
- Colour in the flower garden del 1908 e ripubblicato nel 1914 sotto il titolo di Colour schemes for the flower garden.[17]

Queste opere trattavano argomenti riguardanti il giardinaggio come il problema dell'accostamento delle diverse specie di piante o quello della percezione dei colori.
Oggi tutti i disegni, le lettere e gli appunti attraverso i quali Gertrude progettava i suoi giardini fanno parte della collezione di documenti conservati al College of Environmental Design dell’università di Berkeley in California.